# Franco Alfano
Pour les articles homonymes, voir Alfano (homonymie).
Franco Alfano est un compositeur italien né le 8 mars 1875 à Posillipo près de Naples, mort le 27 octobre 1954 à Sanremo. Il est surtout connu pour avoir complété les deux dernières scènes de Turandot, le dernier opéra de Puccini, en 1926.

## Biographie
Après des études de piano et de composition au conservatoire San Pietro a Majella près de Naples, il part à Leipzig où, à l'âge de vingt ans, il étudie avec Salomon Jadassohn. Il assiste à de nombreux concerts au Gewandhaus, et s'imprègne de la musique de compositeurs tels que Strauss, D'Albert et Busoni, et rencontre même Edvard Grieg. Il vit ensuite à Berlin de 1896 à 1899, puis à Paris où il compose deux ballets pour les Folies Bergère qui lui valent un grand succès. En 1916, il enseigne au liceo musicale de Bologne dont il deviendra directeur en 1918. De 1923 à 1939 il s'installe à Turin où il devient directeur du Liceo musicale. Il sera ensuite appelé à Palerme, pour le poste de surintendant du Teatro Massimo en 1940. De 1947 à 1950, il est directeur du Liceo Musicale de Pesaro où il donne aussi des cours.
Ses deux œuvres de jeunesse Miranda (1896) et La Fonte di Enschir (1898) sombrèrent vite dans l'oubli mais il s'imposa avec Risurrezione qui fut une des œuvres préférées de la soprano Mary Garden.
Lors de sa création au Teatro Regio Vittorio Emanuele II de Turin, on pouvait voir la distribution suivante : Elvira Magliulo, Angelo Scandiani, Mieli, Ceseroli dirigés par le maestro Tullio Serafin.
Alfano qui s'est détaché de l'école vériste a gardé l'amour de la mélodie et écrit habilement pour la voix.
À la mort de Puccini, (1924), Turandot étant laissé inachevé, Arturo Toscanini demande à Alfano de terminer le troisième acte. Pressé par Toscanini, Alfano doit exécuter son travail rapidement à partir des esquisses laissées par Puccini. Toscanini, qui doit donner une représentation de Turandot à La Scala de Milan en 1926, s'emploie à couper une grande  partie du travail d'Alfano. Et c'est cette version retaillée qui a été jouée en continu, par Toscanini, puis d'autres, jusqu'à ce que la version d'Alfano soit réhabilitée en 1982.
Il a appartenu à une Loge napolitaine du Grand Orient d'Italie  et il a atteint le 33º et dernier degré du Rite écossais ancien et accepté.

## Œuvres principales
Outre ses opéras, Alfano a écrit plusieurs pièces symphoniques, dont une Première symphonie, ainsi que plusieurs œuvres de musique de chambre, dont trois quatuors à cordes, une sonate pour violon et une pour violoncelle.
- La Fonte di Enschir (Luigi Illica), opéra lyrique en 2 actes (1898 Breslau)
- Risurrezione (Cesare Hanau d'après Résurrection de  Léon Tolstoï), drame en 4 actes (30 novembre 1904 Teatro Vittorio Emanuele Turin) - création en allemand à Berlin le 5 décembre 1909.
- Il principe di Zilah (Luigi Illica d'après Le Prince Zilah Jules Claretie), drame lyrique, Prologue, 2 actes, Epilogue (3 février 1909 Teatro Carlo Felice, Gênes)
- L'ombra di Don Giovanni (Ettore Moschino), drame lyrique en 3 actes (1914 Milan); révisée en Don Juan de Manara (1941 Florence)
- La leggenda di Sakuntala (d'après le poète hindou Kâlidâsa), 3 actes (10 décembre 1921 Bologne); révisée en Sakúntala (9 janvier 1952 Rome)
- Madonna Imperia (Arturo Rossato d'après La Belle Impéria, conte drolatique d'Honoré de Balzac), comédie musicale en 1 acte (1927 Turin)
- L'ultimo Lord (Ugo Falena et Rossato), opéra semi-sérieux 3 actes (1930 Naples)
- Cyrano de Bergerac (Henri Cain d'après Edmond Rostand), comédie héroïque en 4 actes (22 janvier 1936 Rome, Teatro Reale)
- Il dottor Antonio (Mario Ghisalberti d'après Giovanni Ruffini), opéra lyrique en 3 actes (30 avril 1949 Teatro dell'Opera Rome)
- Art Songs.  Liriche pour chant et piano.

Il existe un edition Ricordi-Curci. 2008

## Discographie
- Cyrano de Bergerac - William Johns, Olivia Stapp, Ezio di Cesare, Antonio Blancas, Claudio Strudthoff, Alfredo Giacomotti, Mitì Truccato Pace, Agata Palmi, Giovanni Savoiardo ; Chœur et orchestre de la RAI de Turin, dir. Maurizio Arena (6 septembre 1975, Opera d'oro) (OCLC 57314713)
- Sakuntala (1979, Tryphon)
- Risurrezione Denia Mazzola-Gavazzeni, Antonio Nagore, Orch.National de Montpellier, dir.Friedemann Layer (2003, Accord)
- ‘’Risurrezione’’ Magda Olivero, Giuseppe Gismondo, RAI Turin, 22 octobre 1971, dir.Elio Boncompagni
- Cyrano de Bergerac - Roberto Alagna, Nathalie Manfrino, Richard Troxell ; Orchestre national de Montpellier, dir. Marco Guidarini (2005, DG CD et DVD) (OCLC 796206690)
- Sinfonia classica ; Seconda sinfonia [Symphonies 1 et 2] - Brandenburgisches Staatsorchester Frankfurt, dir. Israel Yinon (29-30 juin et 1-3 juillet 2004, CPO) (OCLC 58968488)
- Concerto pour violon, violoncelle et piano ; Sonate pour violoncelle - Samuel Magill, violoncelle ; Elmira Darvarova, violon ; Scott Dunn, piano (9-10 juin 2008, Naxos 8.570928) (OCLC 938191722)
- Musique de chambre : Sonate pour violon et piano ; Quintette avec piano ; Nenia et scherzino pour violon et piano (arr. Enrico Pierangeli) - Elmira Darvarova et Mary Ann Mumm, violons ; Craig Mumm, alto ; Samuel Magill, violoncelle ; Scott Dunn, piano (22-23 février 2011, Naxos) (OCLC 744318878)